# Sigismondi (cognome)
Sigismondi è un cognome di lingua italiana.

## Varianti
Gimondi, Gismondi, Sigismondo, Sigismundi, Simondi, Simondini, Sismonda, Sismondi, Sismondo.

## Origine e diffusione
Cognome tipicamente panitaliano, è presente prevalentemente in Italia centro-settentrionale.
Potrebbe derivare dal prenome Sigismondo, dal germanico sieg, "vittoria", e munda, "protezione".
Le varianti Gismondi e Gimondi sono lombarde; Sismondi e Simondi sono piemontesi e campani.

## Persone
- Carlo Sigismondi – ingegnere, militare e politico italiano
- Etelwardo Sigismondi – politico italiano
- Evandro Sigismondi – avvocato e politico italiano